# Metaphisiklan
I Metaphisklan sono un gruppo musicale hip hop italiano, questa crew è formata da:
- Crak
- Gheesa
- Joker
- Robba

## Storia
I Metaphisiklan nascono nel 1996 a Calatafimi, un paese dell'entroterra siciliano. La loro prima produzione risale al 2000 con l'uscita dell'album dal titolo Samizdat. L'album contiene 12 tracce tra cui "Komastasi" e "Metaphisika rmx" che hanno raggiunto ottimi risultati sulla programmazione d'alcune emittenti radiofoniche occupando anche per circa tre mesi la prima posizione nella classifica generale download di "Vitaminic".
Nel 2001 partecipano all'elaborazione di un importante progetto in sinergia con altri vari gruppi extra hip hop tra cui i Negrita il cui risultato fu la stampa della compilation MINI 2001. Nell'aprile del 2003 i Metaphisiklan assieme ai Greeza rientrano in studio per cominciare la lavorazione del nuovo album Meta_grezzi meta_no che ha visto la luce il settembre del 2003. "Meta_Grezzi Meta_no" è composto di 15 tracce audio e una multimediale che non contiene soltanto una sessione dedicata al gruppo ma anche una riguardante l'Epatite C e l'EPAC. Nell'aprile del 2004 il loro prodotto viene recensito su due noti portali ovvero HipHop.it e Zkhhp.com, ottenendo ottimi consensi che spingono distributori come Hip Hop Remainz ed Ubersmaz ad impegnarsi nella distribuzione.

## Formazione
- Crak (1996 - in attività) MC
- Gheesa (1996 - in attività) MC, Beatmaker
- Joker (1996 - in attività) MC
- Robba (1996 - in attività) MC

## Discografia
- 2000 - Samizdat
- 2000 - Metaphisika rmx
- 2002 - Dimmi perché
- 2003 - Meta grezzi meta no